# الکساندر سرگیویچ
الکساندر سرگیویچ (روسی: Алекса́ндр Серге́евич Я́ковлев؛ زاده ۱ آوریل [سبک قدیمی: ۱۹ مارس] ۱۹۰۶ – درگذشته ۲۲ اوت ۱۹۸۹) مهندس اهل اتحاد جماهیر شوروی سوسیالیستی بود.
وی همچنین برندهٔ جوایزی همچون جایزه دولتی اتحاد شوروی، نشان لنین، درجه پرچم سرخ، نشان انقلاب اکتبر، مدال دفاع از مسکو، و جایزه لنین شده‌است.